# محصول مشترک دانشگاهی (اسپین آف)
محصول مشترک دانشگاهی (اسپین آف)تبدیل تکنولوژی اختراعاتی است که از تحقیقات دانشگاهی توسعه یافته‌اند و به احتمال زیاد هنوز به بهره‌برداری نرسیده‌اند برای مثال محصولات مشترک (اسپین آف) دانشگاهی زیرشاخه‌ای از تحقیقات اسپین-آف هستند. نمونه‌های برجسته از اسپین آف‌های دانشگاهی Genentech و Crucell و Lycos و plastic logic هستند. در بسیاری از کشورها دانشگاه‌ها می‌توانند ادعای مالکیت معنوی یا (IP: intellectual property) حقوق فناوری‌هایی که در آزمایشگاه‌های دانشگاه توسعه یافته‌اند را داشته باشند. این IPها معمولاً باعث می‌شود که دانشگاه دارای حق امتیاز یا در مورادی نادر حق کپی رایت یک اثر را داشته باشد؛ بنابراین فرایند ایجاد یک شرکت اسپین آف، موجب انتقال مجوز مربوط به اثر(IP) از طرف دانشگاه به آن شرکت می‌شود.

## مرحله مهم در توسعه محصولات مشترک دانشگاهی(spin off)
محصولات مشترک دانشگاهی معمولاً دارای چند مرحلهٔ مهم و حیاتی برای ارتقاء اختراع ابتدایی دانشجو به یک محصول موفق تجاری است.
۱ - توسعهٔ اثبات مفهوم یا اثبات اصل: نشان می‌دهد که الگوی ابداع شده یا نظریهٔ جدید، احتمالاً در قسمتی از یک پروژه می‌تواند استفاده شود. مانند تولید یک کالای جدید.
- . ۲- توسعهٔ کامل نقش‌ها و کاربردهای پیش‌نمونهٔ کالای جدید: پیش نمونه هم چنین می‌تواند به یادگیری چگونگی تولید، استفاده و فروش کالای جدید کمک کند.

1. جذب کردن سرمایه‌گذار استارتاپ برای حمایت مالی توسعهٔ کالای پیش نمونه و محصولات جدید: این مرحله ممکن است که شما را برای پیدا کردن منبع مالی از شرکت‌های ریسک‌کننده، بانک‌ها، سرمایه‌گذاران و دیگر حامیان درگیر کند.
2. توسعهٔ یک تجارت پر سود برای اسپین آف: یک تجارت مدل، فرایند ایجاد، تکمیل و ارائهٔ یک اسپین آف را به تصویر می‌کشد.
3. جذب اولین مشتریان: اولین مشتریان می‌توانند بازخوردی را فراهم کنند که می‌تواند برای آیندهٔ محصول بسیار مهم و حیاتی باشد و هم چنین می‌توانند پل ارتباطی توزیع و پخش محصول را ایجاد کنند.

## شرایطی برای ایجاد محصولات مشترک دانشگاهی
بعضی از دانشگاه‌ها توانایی تولید اسپین آف‌های بیشتری را دارا هستند دانشگاه با تعداد زیاد موفق اسپین-آف:
- آگاهی دانشگاهیان را دربارهٔ کارآفرینی و فرصت‌هایی که از این راه ایجاد می‌شود افزایش داده و فرهنگ کارآفرینی را در آن منطقه تقویت می‌کند.
- فرهنگ کارآفرینی دانشگاه را توسعه می‌دهد. در نتیجه الگوهای کارآفرینی را بین دانشجویان و اعضای هیئت علمی ایجاد می‌کند که باعث ایجاد اسپین آف‌های موفق بعدی خواهد شد. به عنوان مثال لیکس در دانشگاه کارنگی ملون[۴]